# Le Cannet-des-Maures
Le Cannet-des-Maures är en kommun i departementet Var i regionen Provence-Alpes-Côte d'Azur i sydöstra Frankrike. Kommunen ligger i kantonen Le Luc som tillhör arrondissementet Draguignan. År 2022 hade Le Cannet-des-Maures 4 866 invånare.

## Befolkningsutveckling
Antalet invånare i kommunen Le Cannet-des-Maures
| Referens: INSEE |